# NXP 반도체
NXP반도체(NXP Semiconductors N.V.)는 2006년 필립스에서 분사되어 설립된 네덜란드 굴지의 비메모리 반도체 기업이다.

## 연혁
- 필립스 세미컨덕터는 1999년 6월에 VLSI 테크놀로지를 인수하였다.
- 2005년 12월에, 필립스는 반도체 부서를 법인으로 분리할 계획을 발표하였다. "분리"과정은 2006년 10월 1일에 계획이 수립되었다.
- 2006년 8월 2일에, 필립스는 소유하고 있는 필립스 세미컨덕터 지분의 80.1%를 콜버그 그래비스 로버츠 (KKR), 실버 레이크 파트너 및 알프인베스트 파트너가 구성된 개인회사 투자자에게 매각하는데 동의했다. 필립스는 지분의 19.9%만 소유하였다.
- 2006년 8월 21일에, 베인 캐피탈과 아팍스 파트너는 KKR이 이끄는 확장된 채권단에게 최종적으로 위임한다고 발표하였다. 이것으로 KKR은 NXP 세미컨덕터의 경영지분을 확보했다.
- 2006년 9월 1일에, NXP 세미컨덕터는 베를린에서 열리는 IFA 소비가전 전시회에 참가하는 동안에 세계 미디어에서 보도하였다.
- 2006년 9월 14일에, NXP 세미컨덕터는 프란스 반 하우튼, 피터 반 봄멜, 씨우 클라전 및 헤인 반 더 제이우를 포함한 이사회를 발표하였다.
- 2006년 10월 1일에, NXP 세미컨덕터는 법적으로 완적히 분리되었다.
- 2006년 10월 4일에, NXP 세미컨덕터는 피터 본필드를 이사회의 회장으로 임명하였다.
- 2007년 1월 16일에, NXP 세미컨덕터는 2007년말에 크롤2 얼라이언스와 체결한 공조를 더 이상 지속하지 않는다고 발표하였다.
- 2007년 2월 8일에, NXP 세미컨덕터는 실리콘 실험실 셀룰러 커뮤니케이션스 비지니스를 인수한다고 발표하였다.
- 2010년 나스닥 상장
- 2015년 프리스케일 세미컨덕터 인수
- 2018년 퀄컴에 피인수 무산
- 2019년 마벨 테크놀러지의 통신 사업 인수

## 현재의 사업
- 자동차용 반도체
- RFID
- 근거리 통신망 및 홈 네트워킹용 반도체
- 마이크로컨트롤러 및 마이크로프로세서
- 파워 어댑터용 IC

## 같이 보기
- 년도별 반도체 판매 순위